# Peter Gemzøe
Peter Henrik Gemzøe (6. februar 1811 i København – 3. oktober 1879 sammesteds) var en dansk maler og litograf.
Gemzøe var søn af kopist i Rentekammeret, senere bygningsforvalter Carl Henrik Peter Gemzøe og Andriette Frederikke Opitius. Han besøgte på tilskyndelse af Wilhelm Bendz Kunstakademiet fra sommeren 1829 til 1832 og var samtidig elev af C.W. Eckersberg; påbegyndte allerede da sin litografiske virksomhed, fra 1837 som litograf ved Em. Bærentzens Institut. Han modtog Akademiets stipendium 1840 og opholdt sig fra dette år fire år i München, hvor han modtog undervisning af litograferne Hohe og Kohler. Gemzøe fortsatte efter hjemkomsten sin virksomhed som litograf, udstillede på Charlottenborg Forårsudstilling 1833, 1835, 1846, 1852, 1854, 1860 og 1870 (7 gange med 9 værker, de første år 2 portrætmalerier og et interiør, siden kun litografier).
Gemzøe havde i sin ungdom stærk tilknytning til kredsen om Christen Købke og Wilhelm Bendz og har nok modtaget kraftige impulser fra disse malere.
Han var ugift og døde i dyb fattigdom for egen hånd 1879. Han blev begravet på Assistens Kirkegård.
Blandt hans værker er nogle portrætmalerier, Parti fra Figursalen (udstillet 1835), en altertavle til Grønland (1836). Han helligede sig senere særlig litografien, på hvilket felt han var meget flittig og dygtig. Han har hovedsagelig dyrket portrættet, men dog også arbejdet uden for dette område, fx udført et litografi efter Bernardino Luinis S. Catharina på Statens Museum for Kunst, dengang tilskrevet Leonardo da Vinci (Kobberstiksamlingen) og genrescener efter Wilhelm Marstrand og Julius Exner, de sidste måske hans populæreste blade.
Af den store mængde portrætlitografier, han har udført, kan fremhæves portræt af W.F. Engelbreth (efter Marstrand), N.L. Høyen (efter samme), pastor H.F. Feilberg (1834, efter Christen Købke), professor F.C. Sibbern (som forannænvt), Ditlev Blunck (efter Edvard Lehmann), dr. Emil Hornemann (efter Constantin Hansen), Marstrand (efter samme), F.C. Kiærskou og Susette Dalgas (efter C.A. Jensen) (alle i Kobberstiksamlingen). Dette sidste portræt er særlig smukt. Ved rig variation af skygge og lys, ved i sort og hvidt både at fremstille varme og kølighed har han frembragt et livfuldt portræt og en udmærket gengivelse af C.A. Jensens maleri.
Desuden litografier af Amagerkonen (1830'erne, efter Albert Küchler) og Erasmus Montanus (efter 1845, efter Marstrand).